# Angemuk
Angemuk är ett berg i Indonesien. Det ligger i den östra delen av landet, 3 500 km öster om huvudstaden Jakarta. Toppen på Angemuk är 2 249 meter över havet.
Terrängen runt Angemuk är mycket bergig, och sluttar norrut. Runt Angemuk är det ganska tätbefolkat, med 58 invånare per kvadratkilometer. Det finns inga samhällen i närheten. I omgivningarna runt Angemuk växer i huvudsak städsegrön lövskog.